# Blechnum wattsii
Blechnum wattsii là một loài dương xỉ trong họ Blechnaceae. Loài này được Tindale mô tả khoa học đầu tiên..
Danh pháp khoa học của loài này chưa được làm sáng tỏ. 